# 나카가와 리에
나카가와 리에(일본어: 中川 里江 なかがわ りえ[*], 1973년 12월 26일 ~ )는 일본의 여성 성우. 피어레스 가베라 소속.